# Bolótnaia
Bolótnaia (en rus: Болотная) és un poble de l'óblast de Nóvgorod, a Rússia, segons el cens del 2012 tenia 403 habitants.